# Jill Viegas
Jill Viegas (Rio de Janeiro, 19 de agosto de 1982) é um cantor, compositor, produtor musical e arranjador brasileiro.
Iniciou sua carreira como integrante da banda pop evangélica Promises, da qual foi integrante até meados de 2009.[carece de fontes?] Nesta época, o músico assinou com a gravadora MK Music e lançou seu primeiro álbum, Majestade (2011)  e no mesmo ano foi indicado ao prêmio Troféu Promessas na categoria Revelação. Na mesma época, Viegas já era um compositor notável no segmento da música cristã contemporânea no Brasil, tendo músicas gravadas por Aline Barros, Trazendo a Arca, Davi Sacer, Bruna Karla, Novo Som, Pamela, Cristina Mel, entre outros.
Fora seu trabalho na música religiosa, Viegas também atuou como compositor, dublador e produtor para séries e filmes, incluindo temporadas do anime Pokémon, além de filmes como The Muppets (2011) e Toy Story 4 (2019).

## Discografia
- 2011: Majestade

Com o Promisses: